# جائزة سان مارينو الكبرى للدراجات النارية 2018
جائزة سان مارينو الكبرى للدراجات النارية 2018 هو سباق دراجات نارية أقيم بتاريخ 9 سبتمبر 2018 في حلبة ميزانو الدولية، ميزانو أدرياتيكو، إيطاليا. كان الجولة الثالثة عشر من أصل 19 في سباق الجائزة الكبرى للدراجات النارية موسم 2018. فاز أندريا دوفيزيوسو بفئة الموتو جي بي بينما جاء مارك ماركيث في المركز الثاني وحصل على المركز الثالث كال كروتشلوو. فاز بفئة الموتو 2 الإيطالي فرانشيسكو بانيا.